# San Antonio (Floryda)
San Antonio – miasto w Stanach Zjednoczonych, w stanie Floryda, w hrabstwie Pasco.